# Флайхбертах мак Лоїнгсіг

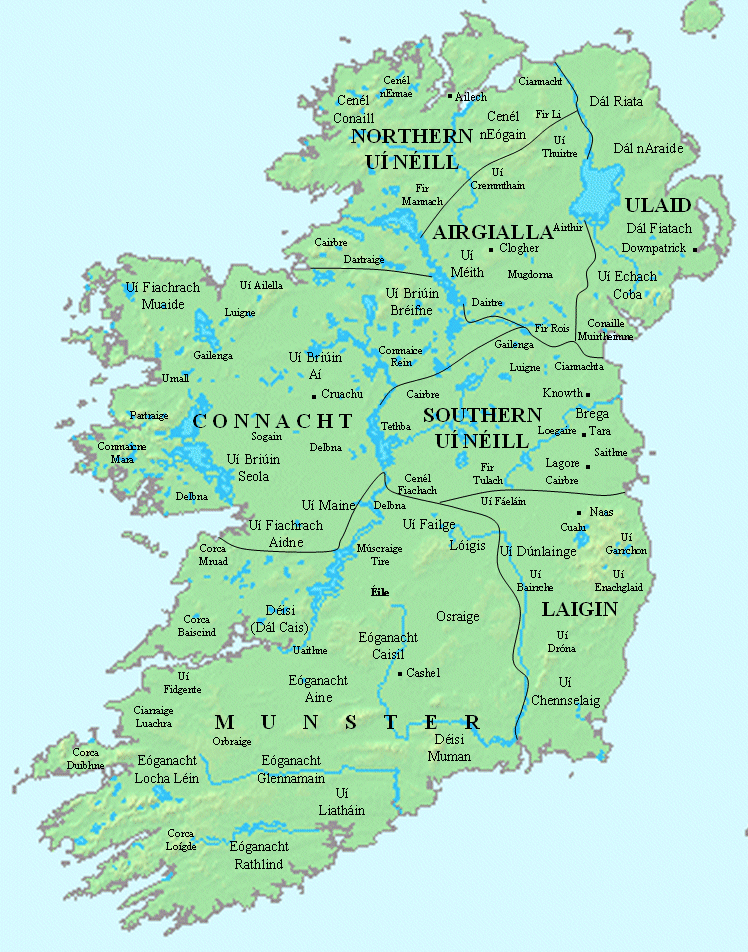
Племена та королівства в Ірландії в ранньому середньовіччі.

Флайхбертах мак Лоїнгсіг (ірл. Flaithbertach mac Loingsig) — верховний король Ірландії з клану Кенал Конайлл (ірл. — Cenél Conaill) — з північних О'Нейлів. Син Лоїнгсеха мак Енгуссо (ірл. — Loingsech mac Óengusso) (пом. 703) — верховного короля Ірландії. Час правління: 728—734.

### Прихід до влади
Прийшов до влади після того як переміг і вбив попереднього верховного короля — Кінаеда мак Іргалайга (ірл. — Cináed mac Írgalaig) з клану Сіл н-Аедо Слайне (ірл. — Síl nÁedo Sláine) в битві під Друїм Коркайном (ірл. — Druim Corcain) у 728 році.

### Правління
Більшу частину свого правління король Флайхбертах мак Лоїнгсіг вів боротьбу з своїми супротивниками і претендентами на трон з північних О'Нейлів з клану Кенел н-Еогайн (ірл. — Cenél nEógain). Метою короля Флайхбертаха мак Лоїнгсіга було завоювання рівнини Маг н-Іха (ірл. — Mag nÍtha) — рівнини в долині річки Фінн з метою поєднати північні і південні володіння клану Кенал Конайлл в одне ціле. До того, як він став верховним королем Ірландії він брав участь у жорстокій битві під Друїм Форнохт (ірл. — Druim Fornocht) у 727 році. У 732 році він зазнав поразки від Аеда Аллана в битві, в якій був вбитий його двоюрідний брат Фланн Гохан мак Конгайле (ірл. — Flann Gohan mac Congaile). Інший раз ці ж вороги зіткнулися в битві на Маг н-Іха в 733 році. У цій битві загинув інший двоюрідний брат короля — Конайнг мак Конгайле (ірл. — Conaing mac Congaile). Потім відбулась ще одна битва на Маг н-Іха в 734 році.

### Поразка і зречення престолу
Ці поразки змусили Флайхбертаха мак Лоїнгсіга просити допомоги в королівства Дал Ріада, що володіло територіями на півночі Ірландії і на заході нинішньої Шотландії і мало сильний флот. Але флот королівства Дал Ріада був знищений в гирлі річки Банн (ірл. — Bann) у 734 році. Чотири Майстри в своєму літописі повідомляють, що флот Дал Ріади прибув на допомогу Флайхбертаху мак Лоїнгсігу, але Аеду Аллану допомогли союзники — королівство Улад (Ольстер), Кіаннахта та Гленн Геймінн (ірл. — Glenn Geimin).
Ці поразки змусили Флайхбертаха мак Лоїнгсіга зректися престолу і піти в монастир, що був розташований у нинішньому графстві Арма (Ольстер).

### Смерть
Помер Флайхбертах мак Лоїнгсіг у 765 році будучи монахом.
Флайхбертах мак Лоїнгсіг був останнім верховним королем Ірландії з клану Кенел Конайл. Хоча деякі історики вважають, що король Руайдрі О'Кананнайн (ірл. — Ruaidrí ua Canannáin) (пом. 950) теж належав до цього клану.

## Нащадки

### Сини
Аед Муйндерг (ірл. — Áed Muinderg) (пом. 747) — ввійшов в історію як «Король Півночі».
Лойнгсех мак Флайхбертайг (ірл. — Loingsech mac Flaithbertaig) (пом. 754)
Мурхад мак Флайхбертайг (ірл. — Murchad mac Flaithbertaig) (пом. 767) — став вождем клану Кенел Конайл.

### Дочка
Дунлайх інген Флайхбертайг (ірл. — Dunlaith ingen Flaithbertaig) (пом. 798) — стала дружиною короля Ніалла Фроссаха (ірл. — Niall Frossach) (пом. 778).